# Heino Puhvel
Heino Puhvel (Pseudonym Mart Kalda, * 26. September 1926 in Patküla, Landgemeinde Tõrva, Kreis Valga; † 29. August 2001 in Tartu) war ein estnischer Literaturwissenschaftler, -kritiker und Prosaist.

## Leben
Heino Puhvel machte 1945 in Valga sein Abitur und studierte von 1945 bis 1950 an der Universität Tartu Estnische Philologie. Nach seinem Abschluss war er von 1950 bis 1958 Lehrer am Gymnasium in Elva. Ab 1958 war er Aspirant am Institut für Sprache und Literatur (estn. Keele ja Kirjanduse Instituut) der Estnischen Akademie der Wissenschaften, dem Vorläufer des heutigen Instituts für Estnische Sprache und des Under und Tuglas Literaturzentrums in Tallinn. 1963 erwarb er mit einer Arbeit über A. H. Tammsaare den Titel „Kandidat der Wissenschaften“. Seit 1958 war er in verschiedenen Funktionen am Institut tätig, 1993–1996 war er Vorsitzender der Tartuer Abteilung des Estnischen Schriftstellerverbandes, dessen Mitglied er seit 1965 war.

## Werk
Puhvel publizierte seit 1950 Literaturkritiken und konzentrierte sich seit seiner Kandidatendissertation auf das Werk von Tammsaare. Er war Hauptherausgeber der 18-bändigen Werkausgabe des Autors (1978–1993) und hat weitere Publikationen zu ihm vorgelegt. Zusätzlich erforschte er auch andere Prosaisten des 20. Jahrhunderts. Außerdem hat er gemeinsam mit Oskar Kruus ein einschläges Lexikon zu estnischen Schriftstellerinnen und Schriftstellern voergelegt (2000).
Als Autor von Novellen debütierte er 1957 und erhielt zahlreiche Auszeichnungen bei Schreibwettbewerben.

## Auszeichnungen
- 1972 Juhan-Smuul-Preis für Kritik

## Bibliografie (Auswahl)

### Monografien
- A. H. Tammsaare elu ja loomingu varasem periood (1878–1922). Eesti Raamat, Tallinn 1966. 405 S.
- Sõnad sõelaga sülessa. Artikleid, lühiuurimusi, marginaale. Eesti Raamat, Tallinn 1971. 290 S.
- (Hg.) Sõna mõte inimene. A.H.Tammsaare 100. juubelile pühendatud lühiuurimusi. Eesti Raamat, Tallinn 1977. 206 S.
- Kirjandus muutuvas maailmas. Lühiuurimusi, sõnavõtte, retsensioone. Eesti Raamat, Tallinn 1987. 214 S.

### Aufsätze
- Friedebert Tuglase novellistika põhisuunad, in: Keel ja Kirjandus 3/1966, S. 137–149.
- J. Semperi roll eesti esteetilise mõtte arengus, in: Keel ja Kirjandus 4/1972, S. 203–209.
- Žanriteoreetilisi vaatlusi, in: Keel ja Kirjandus 1/1973, S. 1–12.
- F. Tuglas Oulunkyläs, in: Keel ja Kirjandus 9/1976, S. 528–536.
- Põgus tagasivaade Tammsaare aastale, in: Kirjanduse Jaosmaa 1978, S. 53–61.
- Mait Metsanurk ja eesti kriitiline realism, in: Keel ja Kirjandus 11/1979, S. 641–649.
- XIX sajandi eesti kirjanduse periodiseerimine probleeme, in: Keel ja Kirjandus 6/1985, S. 321–334.
- Romantilise teekonna algus. (Tähelepanekuid August Gailiti varasemast loomingust), in: Keel ja Kirjandus 1/1991, S. 1–13.
- Muserdatud generatsiooni lugu, in: Keel ja Kirjandus 11/1991, S. 641–646; 12/1991, S. 713–726.

### Belletristik
- (als Mart Kalda) Mõnikord lauldakse sadamas. Novelle ('Manchmal wird am Hafen gesungen. Novellen'). Eesti Raamat, Tallinn 1965. 291 S.
- Detsembrikuu valgus. Novellid ('Dezemberlicht. Novellen'). Ilmamaa, Tartu 1997. 232 S.

### Sekundärliteratur
- Mart Mäger: Kummardus vormile – ainult vormist, in: Looming 4/1966, S. 661–663.
- Ülo Tonts: Austatud juubilar Heino Puhvel!, in: Keel ja Kirjandus 9/1996, S. 637–639.
- Hilve Rebane: Detsembrikuu valgus: võlud ja varjud, in: Keel ja Kirjandus 8/1998, S. 567–569.
- Janika Kronberg: In memoriam Heino Puhvel. 26. IX 1926 – 29. VIII 2001, in: Keel ja Kirjandus 11/2001, S. 811–812.